# São João de Meriti
São João de Meriti – miasto w południowo-wschodniej Brazylii (stan Rio de Janeiro), w regionie metropolitalnym Rio de Janeiro-Niterói.
Liczba mieszkańców w 2020 roku wynosiła 472 906.
W mieście rozwinął się przemysł metalurgiczny, maszynowy, włókienniczy oraz spożywczy.